# 24186 Shivanisud
24186 Shivanisud è un asteroide della fascia principale. Scoperto nel 1999, presenta un'orbita caratterizzata da un semiasse maggiore pari a 2,3428003 UA e da un'eccentricità di 0,1946610, inclinata di 4,90545° rispetto all'eclittica.